# General Artigas (ROU 04)
El  General Artigas (ROU 04) es un buque de aprovisionamiento logístico Clase Lüneburg de la Armada Uruguaya, fue construido en Alemania para la Deutsche Marine en los años 70 y fue designado como FGS Freiburg. Al ser vendido al Uruguay fue designado como ROU 04 General Artigas, actualmente forma parte de la División Escolta de la Armada Uruguaya.

## Historia

### Armada alemana
El buque de abastecimiento Freiburg fue el tercero de un total de ocho buques de abastecimiento de la clase Lüneburg.
Como parte del programa de construcción "Clase 701", el buque fue construido y puesto en servicio el 27 de mayo de 1968 con la identificación A 1413 y el indicativo de llamada internacional DSFP, de acuerdo con la Orden n.º 319 de la Armada, para el 2.º Escuadrón de Abastecimiento.
El Freiburg estuvo bajo el comando del 2.º Escuadrón de Suministros en Wilhelmshaven, pero fue estacionado en la base de Cuxhaven en el Mar del Norte, donde amarró por primera vez a las 14 horas del 29 de mayo de 1968.
El nuevo puerto base del Freiburg se convertiría en la base naval Heppenser Groden de Wilhelmshaven el 30 de septiembre de 1969.
En 1981, el Freiburg recibió un nuevo indicativo debido a la amplia reorganización de los indicativos internacionales de la OTAN. El nuevo indicativo era DRKC.
Entre 1983 y 1984, su eslora fue alargada 14,50 m en MWB debido al aumento de las necesidades de abastecimiento de la flota en Bremerhaven y equipado complementariamente con una plataforma de aterrizaje para helicópteros. A partir de entonces, fue operado como una unidad de la Clase 701 E.
Del 14 de marzo de 1991 al 13 de septiembre del mismo año, el buque de suministro participó en la Operación Flanco Sur, una operación de barrido de minas en el Golfo Pérsico, durante la llamada Guerra del Golfo.
A mediados de 1995, se produjo una reorganización de la embarcación, que también creó el puesto de primer oficial a bordo. A partir de 2003, el buque participó en la Operación Libertad Duradera en los contingentes 1 y 3 en el Cuerno de África.
El Freiburg cruzó el ecuador y el círculo polar ártico varias veces y, con la excepción del Canal de Panamá, pasó por todos los canales más famosos del mundo por los que puede pasar un barco de este tamaño. En total, el Freiburg recorrió unas 480 000 millas náuticas. En el proceso, visitó más de 100 puertos diferentes en América del Norte, Central y del Sur, África, Asia (excepto Asia Oriental) y Europa. En total, más de 1100 efectivos sirvieron en el Friburg. El Freiburg nunca perdió un hombre en el mar.
Después de que se decidiera venderlo a Uruguay, se llevaron a cabo extensos reacondicionamientos, revisiones y reparaciones en el Arsenal Marino (MArs) de Wilhelmshaven.

#### Capacidad de transporte
- 1200 m³ de combustible,
- 200 m³ de agua dulce,
- 400 toneladas de munición,
- 1000 t de suministros

#### Retirada del servicio
El 17 de diciembre de 2003, a las 10:00 horas, el Freiburg fue retirado del servicio en el Arsenal Naval de Wilhelmshaven. Su último comandante, el capitán de corbeta Martin Waldmann, pronunció el discurso de despedida.

### Armada uruguaya

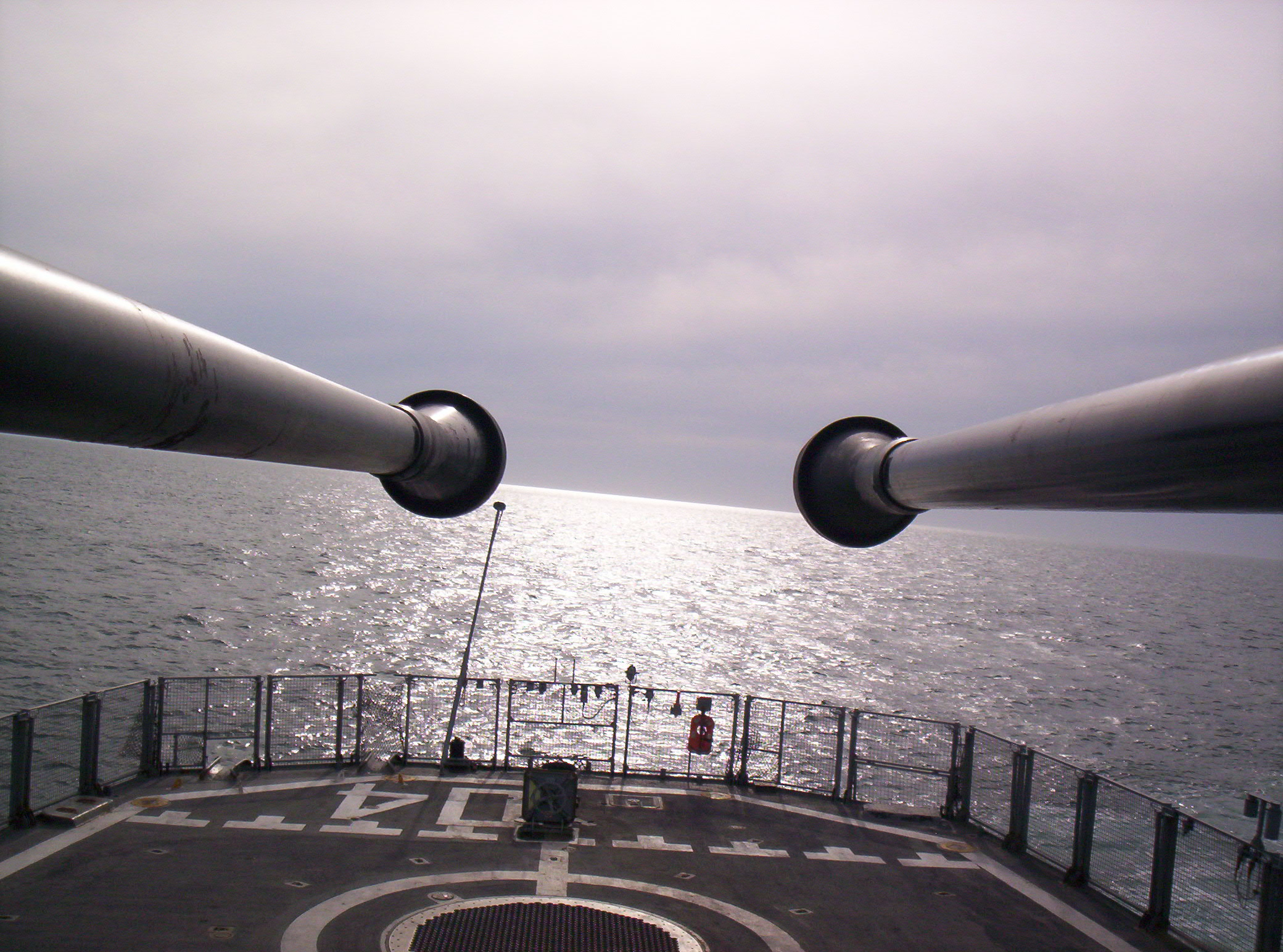
Vista de la sección trasera del ROU 04 General Artigas, año 2007.

El 6 de abril de 2005, el antiguo buque de aprovisionamiento Friburg fue comisionado como General Artigas (ROU 04) en la base naval de Wilhelmshaven por el entonces inspector general de Marina, vicealmirante Tabaré Daners.
Ha participado en varias campañas antárticas en el apoyo logístico a la base uruguaya así como en la misión humanitaria internacional en Haití en 2010, distintas misiones UNITAS además del control de nuestras aguas jurisdiccionales
Ha operado helicópteros Bo 105 y esquilo desde su cubierta de vuelo esperando actualmente el refuerzo de su cubierta de vuelo para los más pesados Bell 412.
Ingresa a dique en 2019 y desde 2022 cuenta con nuevos motores CAT 3516c, controladores lógicos, radares navales y además se realizó el recorrido general de sus estructura, propulsión sistemas hidráulicos, entre otros cambios.